# Nāshkī
Nāshkī (persiska: ناشكی) är en ort i Iran.   Den ligger i provinsen Hormozgan, i den sydöstra delen av landet, 1 200 km sydost om huvudstaden Teheran. Nāshkī ligger 1 287 meter över havet och antalet invånare är 187.
Terrängen runt Nāshkī är kuperad västerut, men österut är den platt. Runt Nāshkī är det ganska glesbefolkat, med 25 invånare per kvadratkilometer. Närmaste större samhälle är Pātek, 19,4 km söder om Nāshkī. Trakten runt Nāshkī är ofruktbar med lite eller ingen växtlighet.